# Sadaf Khadem
Sadaf Khadem (Teheran, 23 de gener de 1995) és un boxejadora iraniana. Va tenir la seva primera lluita internacional el 14 d'abril de 2019 en què va derrotar Anne Chauvin, de França. Khadem és la primera boxejadora des de la revolució iraniana que ha competit en una competició de boxa oficial i la primera dona iraniana que ha guanyat un combat oficial. Aquest combat és particularment important, ja que la boxa femenina ha estat prohibida des de la revolució iraniana.
Khadem i el seu entrenador, Mahyar Monshipour, pensaven tornar a Teheran després de la victòria. Tanmateix, van cancel·lar la seva tornada a l'Iran després que s'emetés una ordre de detenció per no haver complert les normes de vestimenta per les dones iranianes.

## Trajectòria

### Inicis
Khadem va començar la seva carrera atlètica als 9 anys. Tenia especial interès en el bàsquet. En veure que els jugadors professionals de bàsquet s'entrenaven en la boxa per augmentar la seva moral, va començar a provar aquest esport. La seva formació va començar a Teheran i posteriorment va continuar a Varamin, malgrat el llarg trajecte des de casa. Tot i que va ser acceptada a la universitat per cursar una carrera d'enginyeria esportiva, va acabar abandonant-la per a centrar-se a temps complet en la boxa. En paral·lel als entrenaments, va treballar a l'Iran com a professora de fitness. L'any 2018 Mahyar Monshipour es va convertir en el seu entrenador de boxa de cara a fer el salt a la competició i, poc després, va acceptar una invitació oficial per a realitzar un combat de boxa a França malgrat les reticències de les autoritats iranianes.

### Victòria al combat
El 14 d'abril de 2019 va participar en el seu primer combat oficial, a la ciutat occitana de Roian, contra l'oponent francesa Anne Chauvin, de 25 anys i un registre de quatre combats (dues victòries i dues derrotes). Khadem va derrotar Chauvin en un combat a tres rondes, en la qual va ser declarada guanyadora per unanimitat del jurat.
Després del combat, va abraçar a l'àrbitre i a la seva rival amb llàgrimes als ulls. Posteriorment, va declarar al ring: «hem guanyat per a les dones i hem de ser fortes a tot arreu per guanyar per a les dones», així com «dedico aquesta victòria a tots els homes i dones que van donar la vida per a defensar el meu país, un milió de morts. Les dones poden creuar les muntanyes si volen».

### Recepció pública
La transcendència del combat entre Khadem i Chauvin va atreure l'atenció dels mitjans de comunicació francesos i internacionals. El combat es va retransmetre per un canal temàtic, així com per diversos canals locals, havent-se batejat com un esforç per a aconseguir la igualtat entre dones i homes. Un cop va finalitzar, l'alcalde de Roian va felicitar Khadem i Monshipour dins del ring. ̼
La Federació de Boxa de l'Iran es va distanciar del combat i va publicar un comunicat que deia: «Com que la boxa femenina no és un esport sancionat de la Federació de Boxa de la República Islàmica de l'Iran, l'organització, l'entrenament i la participació en aquest esport no estan relacionats amb aquesta federació, sinó que són responsabilitats dels organitzadors i participants».
Després del combat, Khadem i Monshipour tenien previst tornar a l'Iran. Tanmateix, els rumors de possibles ordres d'arrest els feren mantenir a França. El representant de Khadem va dir a l'agència de notícies Reuters que les autoritats havien dictat ordres de detenció contra ella i el seu entrenador. Hossein Soori, cap de la federació de boxa iraniana, va negar que se l'arrestaria, atribuint la informació a «mitjans vinculats a l'Aràbia Saudita».